# Carnivore (software)
Carnivore (en español, 'Carnívoro'), más tarde rebautizado como DCS-1000, fue un sistema operado por el Buró Federal de Investigaciones de los Estados Unidos (FBI) que estaba diseñado para monitorear los correos electrónicos y las comunicaciones electrónicas, el cual se implementó en octubre de 1997 durante la presidencia de Bill Clinton, aunque se sustituyó por un software comercial mejorado en 2005. Carnivore utilizaba un analizador de paquetes personalizable que podía monitorizar todo el tráfico de Internet a través de algún proveedor de servicios (ISP), con lo que tras una petición proveniente de una instancia judicial, rastreaba la actividad digital de un individuo objetivo.
Por sus cualidades, en teoría, este sistema tiene la capacidad para discernir comunicaciones legales de ilegales. El cómo realiza este análisis, y cuál es su infraestructura y alcance real, es algo que permanece secreto, aunque guarda varias similitudes con el programa ECHELON. Pero se sabe que este sistema pertenece al paquete de oficina DragonWare.

## Desarrollo
Carnivore surgió de un proyecto anterior del FBI llamado «Omnivore», que a su vez reemplazó a una herramienta de vigilancia más antigua y no revelada —en ese momento— migrada desde la Armada de los Estados Unidos por el director de Integridad y Cumplimiento del FBI, Patrick W. Kelley. En septiembre de 1998, la Unidad de Tecnología de Interceptación de Datos (DITU) del FBI en Quantico, Virginia, lanzó un proyecto para migrar Omnivore del sistema operativo Solaris de Sun Microsystems a una plataforma Windows NT. Esto se hizo para facilitar la miniaturización del sistema y soportar una gama más amplia de equipos de ordenadores personales (PC). El proyecto de migración se llamó «Phiple Troenix» y el sistema resultante se denominó «Carnivore».

## Configuración
El sistema Carnivore era una estación de trabajo basada en Microsoft Windows con un software de detección de paquetes y una unidad de disco Jaz extraíble. Este ordenador debía instalarse físicamente en un proveedor de servicios de Internet o en otro lugar donde podía "olfatear" el tráfico en un segmento de la red de área local (LAN) para buscar mensajes de correo electrónico en tránsito. La tecnología en sí no era muy avanzada: utilizaba un rastreador de paquetes estándar y un filtrado sencillo. En el ISP no había ningún monitor ni teclado. Los componentes críticos de la operación eran los criterios de filtrado. Se hacían copias de cada paquete, que debían filtrarse posteriormente. Para hacer coincidir con precisión el tema apropiado, se desarrolló un elaborado modelo de contenido. En 2000 se preparó una revisión técnica independiente de Carnivore para el Departamento de Justicia de EE. UU.

## Características de Carnivore
1. Capacidad «quirúrgica» de distinguir entre sujetos interceptados y no interceptados.
2. Capacidad de distinguir entre datos interceptables de un sujeto y datos no interceptables, basándose en los poderes concedidos por la orden judicial de intercepción.
3. Carnivore comparte información (al igual que ECHELON) con la industria con el fin de desarrollar estándares adecuados a los requerimientos del sistema.
4. El FBI ha pedido que se estandaricen una serie de protocolos relacionados con la intercepción en Internet. Se piden esas estandarizaciones para «obtener legalmente información importante mientras se amplía o mejora la protección de la intimidad».
5. Es posible que tenga relación con el sistema espía ECHELON o simplemente que sea una de sus partes integrantes.

## Controversia
Varios grupos expresaron su preocupación por la implantación, el uso y los posibles abusos de Carnivore. En julio de 2000, la Electronic Frontier Foundation presentó una declaración al Subcomité de la Constitución del Comité Judicial de la Cámara de Representantes de Estados Unidos en la que se detallaban los peligros de dicho sistema. El Electronic Privacy Information Center también hizo varios comunicados al respecto.
El FBI contrarrestó estas preocupaciones con declaraciones en las que destacaba la naturaleza objetiva de Carnivore. El director adjunto del FBI, Donald Kerr, fue citado diciendo:

El dispositivo Carnivore funciona de forma muy parecida a los «sniffers» comerciales y a otras herramientas de diagnóstico de la red que utilizan a diario los ISP, con la salvedad de que proporciona al FBI una capacidad única para distinguir entre las comunicaciones que pueden ser interceptadas legalmente y las que no. Por ejemplo, si una orden judicial prevé la interceptación legal de un tipo de comunicación (como el correo electrónico), pero excluye todas las demás comunicaciones (p. ej., las compras en línea), la herramienta Carnivore puede configurarse para interceptar sólo los correos electrónicos que se transmiten hacia o desde el sujeto seleccionado.

[...] (es) un analizador de red muy especializado o sniffer que se ejecuta como un programa de aplicación en un ordenador personal normal bajo el sistema operativo Microsoft Windows. Funciona "olfateando" las partes adecuadas de los paquetes de red y copiando y almacenando sólo aquellos paquetes que coinciden con un conjunto de filtros finamente definidos y programados de conformidad con la orden judicial. Este conjunto de filtros puede ser extremadamente complejo, y esto proporciona al FBI la capacidad de recoger transmisiones que cumplen con las órdenes judiciales de registro de pluma, órdenes judiciales de trampa y rastreo, órdenes de interceptación del Título III, etc...

(...) Es importante distinguir ahora qué se entiende por «sniffing». El problema de discriminar los mensajes de los usuarios en Internet es complejo. Sin embargo, esto es exactamente lo que hace Carnivore. No busca en el contenido de cada mensaje y recoge aquellos que contienen ciertas palabras clave como «bomba» o «drogas». Selecciona los mensajes basándose en criterios expresamente establecidos en la orden judicial, por ejemplo, los mensajes transmitidos hacia o desde una cuenta concreta o hacia o desde un usuario en particular.

Después de una prolongada cobertura negativa en la prensa, el FBI cambió el nombre de su sistema de «Carnivore» al más benigno de «DCS-1000». Se dice que DCS significa «Digital Collection System» ('Sistema de Colección Digital'); el sistema tiene las mismas funciones que antes.
Según Ted Gunderson, el FBI y otras agencias de inteligencia estadounidenses son responsables del fenómeno del gang stalking, cuyas pruebas se recogen en expedientes relacionados con el programa Echelon, el Carnivore System, los Sistemas TEMPEST y en los Sistemas Narus.

## Sucesor
Associated Press informó a mediados de enero de 2005 de que el FBI abandonó esencialmente el uso de Carnivore en 2001, en favor de software disponible en el mercado, como NarusInsight, un sistema de vigilancia masiva, como comunicó la agencia gubernamental al Congreso estadounidense. Un informe de 2007 describió el sistema sucesor como situado «dentro de la red de un proveedor de Internet en el punto de unión de un enrutador o conmutador de red» y capaz de almacenar indiscriminadamente los datos que fluyen a través de la red del proveedor.